# Skørping Vandtårn
Vandtårnet ved Skørping Station er et af elleve fredede vandtårne i Danmark. Det er opført i forbindelse med ombygningen af jernbanestationen i Skørping i 1898 efter tegninger af den afdøde overarkitekt N.P.C. Holsøe, som var involveret i opførelsen af en stor del af stationsbygningerne i sidste halvdel af 1800-tallet hos Statsbanerne. Tårnet er en kopi af Vandtårnet ved Skjern Station fra 1874 af samme arkitekt – denne type er ret almindelig inden for DSB's vandtårne og er også lavet som model af Heljan.
Tårnet er opført i gule mursten med tanken øverst kamoufleret af blåt træværk. Det er rundt og i tre etager. På tårnet er en vandstandsmåler, hvilket er et træk, der går igen på mange af statsbanernes vandtårne. Tårnet blev i 1992 fredet sammen med stationsbygningen.
56°50′07.65″N 09°53′14.82″Ø / 56.8354583°N 9.8874500°Ø